# Manual de instrucciones

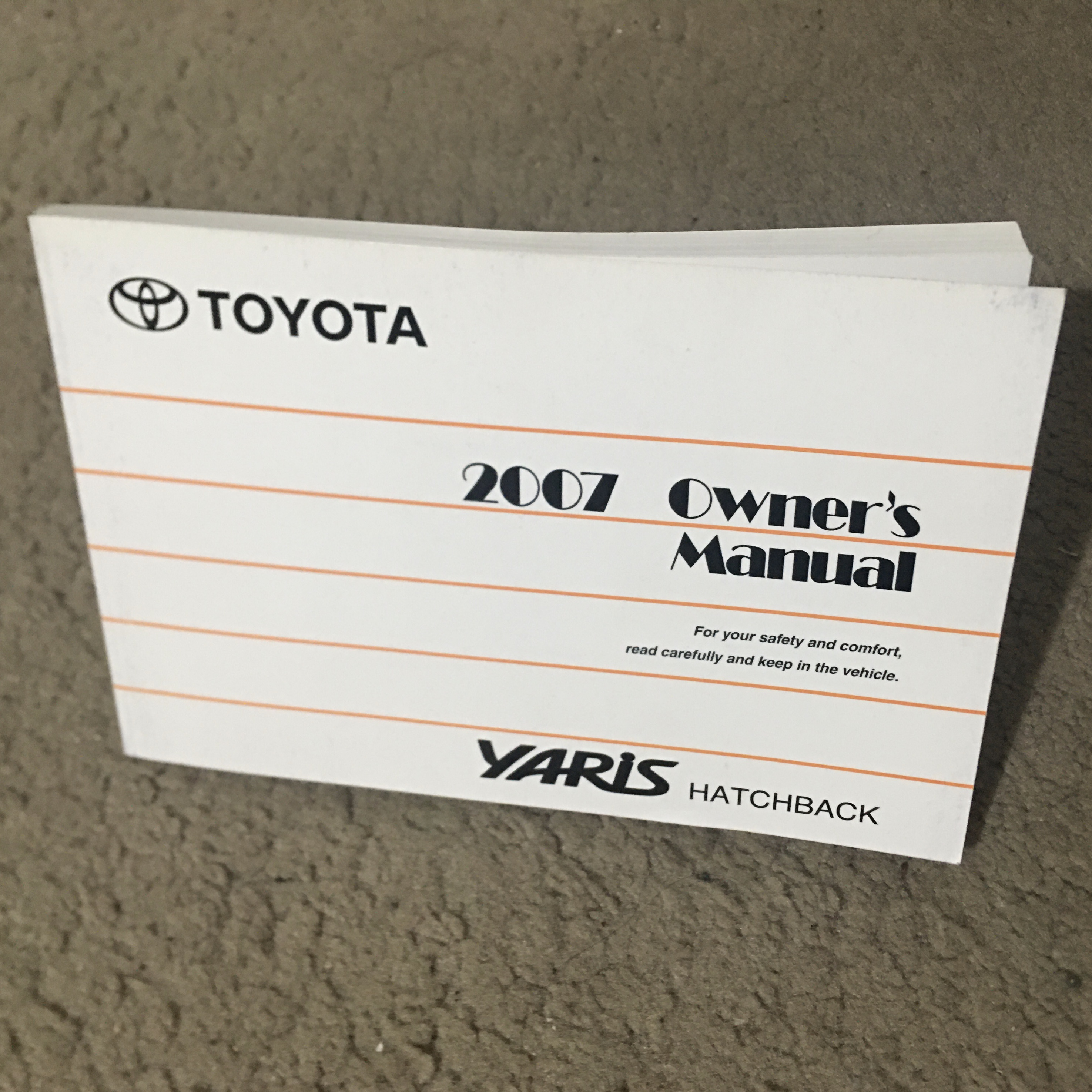
Manual de instrucciones para el propietario del Toyota Yaris hatchback 007

Manual de instrucciones: se refiere a un tipo de libro que nos da la información, reglas, buen uso y recomendaciones de uso de un objeto.
- Informática, para realizar la instalación de una aplicación correctamente, programación o qué hacer en caso de tener algún problema.
- Electrónica, para componentes electrónicos cuando se adquiere alguno.
- Seguridad, para manufacturas cuya utilización inadecuada podría acarrear riesgos para la salud del usuario
- Manual de usuario, también llamado guía de usuario, es un documento de comunicación técnica destinado a dar asistencia a las personas que utilizan un sistema en particular.
- Prospecto, es la información escrita dirigida al consumidor o usuario.
- Indicación, es el término que describe una razón válida para emplear alguna cosa.
- Contraindicación, es una prescripción respecto a una situación que debe evitarse.